# António Alberto Bastos Pimparel
António Alberto Bastos Pimparel (nascut l'1 de maig de 1982), més conegut com a Beto, és un exfutbolista professional portuguès que jugava com a porter.
L'11 d'agost de 2015 va jugar, com a titular, al partit de la Supercopa d'Europa 2015, a Tbilissi, en què el Sevilla va perdre contra el FC Barcelona per 4 a 5.